# Энциклопедический словарь (серия)
Энциклопедический словарь (короткое обозначение на эмблеме серии: «ЭС») — серия популярных тематических (отраслевых) энциклопедических словарей, предназначенных для среднего и старшего школьного возраста. Серия выходила в издательстве «Педагогика» (Москва) с 1979 года. Некоторые книги серии выдержали два издания. В 1990-е годы переиздание осуществляло издательство «Педагогика-Пресс».
Всего вышло 16 тематических выпусков.

## Список книг
1. Энциклопедический словарь юного астронома (1980, 1986)
2. Энциклопедический словарь юного биолога (1986)
3. Энциклопедический словарь юного географа-краеведа (1981)
4. Энциклопедический словарь юного земледельца (1983)
5. Энциклопедический словарь юного зрителя (1989) ISBN 5-7155-0159-8
6. Энциклопедический словарь юного историка: Всеобщая история (1994) ISBN 5-7155-0300-0	Энциклопедический словарь юного историка: Отечественная история (1997)
7. Энциклопедический словарь юного литературоведа (1988)
8. Энциклопедический словарь юного математика (1985, 1989) ISBN 5-7155-0218-7
9. Энциклопедический словарь юного музыканта (1985)
10. Энциклопедический словарь юного натуралиста (1981)
11. Энциклопедический словарь юного спортсмена (1979)
12. Энциклопедический словарь юного техника (1980, 1987)
13. Энциклопедический словарь юного физика (1984, 1991) ISBN 5-7155-0419-8
14. Энциклопедический словарь юного филолога (языкознание) (1984). Переиздан, значительно переработанный и дополненный, в 2006 под названием: Энциклопедический словарь юного лингвиста ISBN 5-89349-649-3
15. Энциклопедический словарь юного химика (1982, 1990) ISBN 5-7155-0292-6
16. Энциклопедический словарь юного художника (1983)

## Редакционная коллегия
- Гнеденко Б. В. (главный редактор)
- Белоусов В. Д.
- Белоцерковский О. М.
- Болтянский В. Г. (зам. главного редактора)
- Васильев Н. Б.
- Васильев Ю. В.
- Ермолаева Н. А.
- Журавлёв Ю. И.
- Колмогоров А. Н.
- Кудрявцев Л. Д.
- Пиголкина Т. С.
- Привалов В. А.
- Фирсов В. В.
- Хелемендик В. С.